# 发现摩西 (画作)

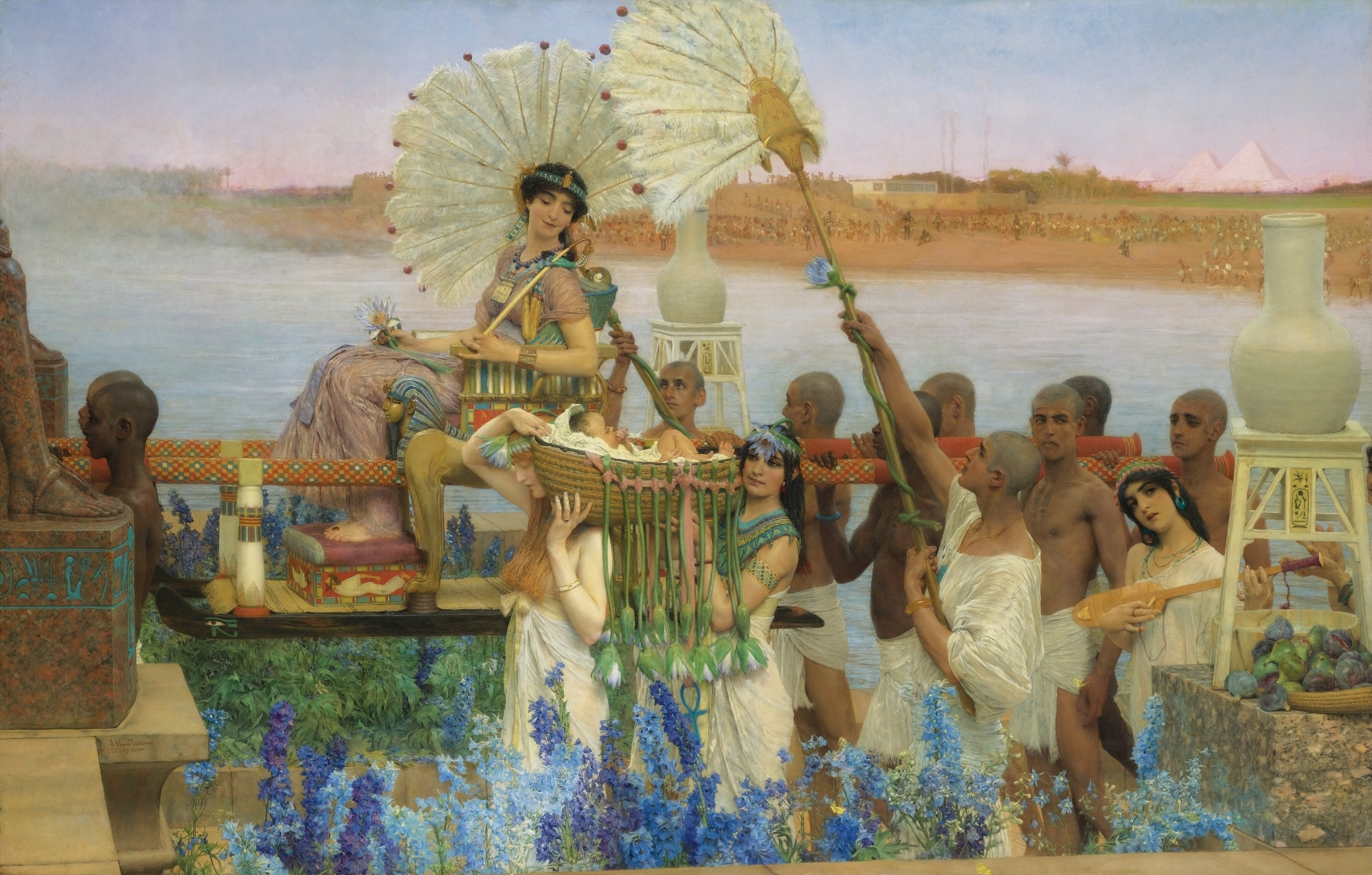
劳伦斯·阿尔玛-塔德玛：《发现摩西》

《发现摩西》（英語：The Finding of Moses）是一幅由英国荷兰裔艺术家劳伦斯·阿尔玛-塔德玛创作的油画，绘于1904年，尺寸为 136.7乘213.4（53.8乘84.0英寸）。这是他1912年去世前最后的主要作品之一，但很快就失宠了；据传言，在20世纪50年代，它因画框才得以出售。20世纪末，维多利亚时期的绘画重新获得欣赏。1995年，这幅画在拍卖目录中被描述为“阿尔玛-塔德玛最后十年无可争议的杰作，也是十九世纪埃及爱情后来的（也许是最后的？）盛开”。2010年，它以近3600万美元的价格被拍卖给了一位私人收藏家。
自文艺复兴时期以来，“发现摩西”一直是绘画的热门主题，19世纪，东方主义艺术家们热衷于将真实的考古装饰添加到他们的画作中，使这一主题复兴。

## 描述
这部作品是基于《出埃及记》第二章第六节的《圣经》场景，法老的女儿来到尼罗河洗澡，发现婴儿摩西被遗弃在芦苇丛中的篮子里。这幅画描绘了婴儿被发现后的场景，描绘一支队伍返回女儿在埃及首都孟菲斯的住所。“发现摩西”一直是画家们喜爱的场景，尤其是自文艺复兴晚期以来。
法老的女儿坐在由一群身穿白色缠腰带的光头男侍抬着的精美的椅子上，身穿粉色透明长袍，佩戴精致首饰，左手拿着连枷，象征皇室；右手拿着一朵睡莲。座椅的风格和装饰源于古埃及坟墓的绘画。她的脚放在一个装饰着捆绑俘虏的脚凳上，这是皇室的另一个象征，也指被奴役的以色列人。象形文字确定她是拉美西斯二世的女儿。据称，阿尔玛-塔德玛的一个女儿担任了法老女儿的模特。两名男性侍者挥舞鸵鸟羽毛扇，而两名女性侍者将摩西放在旁边的摇篮里。摇篮用莲花装饰，用粉色丝带系上。另一名女性侍者弹奏弦乐器。
这幅画的前景是明亮的蓝色和紫色的翠雀；后面是经过的队伍；然后是河流；最后，在背景中，在河的另一岸，可以看到一群奴隶在他们的黑皮肤监工的监督下劳动，可能在对岸的吉萨金字塔工作。椅子镶嵌的青金岩与花朵的蓝色形成了共鸣，而与黄色、橙色、红色和粉红色形成了对比。
在左前方可见一座红色花岗岩雕像的柱基和柱脚,可能是从大英博物馆的塞提二世雕像复制而来。底座上有更多的象形文字，上面写着“上埃及和下埃及国王的宠儿”。